# Syktyvkar
Syktyvkar (rusky a zyrjansky Сыктывка́р), do roku 1930 Usť-Sysolsk (Усть-Сысольск), je město na severovýchodě evropské části Ruska. Je hlavním městem republiky Komi. Žije zde přibližně 245 tisíc obyvatel.
Neví se přesně, kdy byl Syktyvkar založen, ale usuzuje se, že v 16. století. Osada, zvaná tehdy Sysolskoje, se připomíná roku 1586. K povýšení na město došlo v roce 1780.
Syktyvkar leží 1 100 km severovýchodně od Moskvy na řece Sysola, poblíž jejího ústí do řeky Vyčegdy. Ta je sama přítokem Severní Dviny, vlévající se do Bílého moře. Zyrjanské (komijské) jméno řeky Sysoly je Syktyv a název Syktyvkar znamená v zyrjanštině prostě „město na Sysole“. Po řekách se vždy splavovalo dřevo a byly hlavními dopravními tepnami v této oblasti, proto je ve městě dřevozpracující průmysl nejrozšířenější. Ve městě jsou také muzea, divadlo a vysoká škola – Syktyvkarská státní univerzita, založená roku 1972.